# Гарри Поттер и Тайная комната (фильм)
«Га́рри По́ттер и Та́йная ко́мната» (англ. Harry Potter and the Chamber of Secrets) — британско-американский фэнтезийный фильм 2002 года режиссёра Криса Коламбуса по сценарию Стива Кловиса. Кинолента основана на одноимённом романе Дж. К. Роулинг (1998) и является продолжением фильма «Гарри Поттер и философский камень». Главные роли исполнили Дэниел Рэдклифф, Руперт Гринт и Эмма Уотсон, а бо́льшая часть взрослого актёрского состава перешла из предыдущей части, пополнившись Кеннетом Браной, Джейсоном Айзексом и Джеммой Джонс. Последний фильм Ричарда Харриса, где он во второй и заключительный раз сыграл профессора Альбуса Дамблдора до своей смерти в октябре 2002 года. Сюжет охватывает второй учебный год Гарри в Школе чародейства и волшебства Хогвартс, когда наследник Салазара Слизерина открывает Тайную комнату, выпустив монстра, обращающего в камень обитателей замка.
Премьера состоялась в Великобритании 15 ноября 2002 года. Фильм был положительно встречен критиками, отметивших более мрачный сюжет в сравнении с первой частью, декорации, визуальные эффекты, актерскую игру и историю, подходящую для молодой аудитории. «Тайная комната» стала вторым самым кассовым фильмом 2002 года, заработав в общей сложности около 880 млн долларов и уступив лишь другому фэнтези «Властелин колец: Две крепости». Фильм был номинирован на премию BAFTA за лучшую работу художника-постановщика, лучший звук и лучшие визуальные эффекты. В 2004 году вышло продолжение франшизы — «Гарри Поттер и узник Азкабана».

## Сюжет
Проводя летние каникулы у Дурслей, Гарри Поттер встречает домового эльфа Добби, который просит его не возвращаться в Хогвартс, поскольку ему грозит опасность. Когда Гарри отказывается слушать Добби, эльф саботирует важный ужин семейства, в результате чего дядя Вернон сажает племянника под замок, чтобы тот больше не смог вернуться в школу. Тем не менее Гарри покидает дом родственников благодаря своему лучшему другу Рону Уизли и его старшим братьям-близнецам Фреду и Джорджу, которые прилетают за ним на заколдованном Ford Anglia их отца.
В Косом переулке Гарри встречается с Рубеусом Хагридом и Гермионой Грейнджер, а затем в одном из книжных магазинов знакомится с новым преподавателем Защиты от Тёмных искусств Златопустом Локонсом. Столкнувшись там же с Драко Малфоем, Гарри замечает, что его отец, Люциус, подсовывает в учебники Джинни Уизли некую книгу. По неизвестным причинам Гарри и Рону не удаётся попасть на платформу 9¾ на вокзале Кингс-Кросс и отправиться в школу на «Хогвартс-экспрессе», поэтому им приходится добираться на летающей машине. При подлёте к Хогвартсу друзья врезаются в Гремучую иву, из-за чего у Рона ломается волшебная палочка.
Вскоре после начала учебного года Гарри начинает слышать таинственный голос, и вместе с Роном и Гермионой обнаруживает подвешенную на стене окаменевшую Миссис Норрис, кошку школьного завхоза Аргуса Филча, рядом с написанным кровью посланием: «Тайная комната открыта. Враги наследника, трепещите!». Позже на уроке профессор Макгонагалл рассказывает, что один из основателей Хогвартса, Салазар Слизерин, якобы построил в замке некую комнату, которую однажды должен открыть его наследник и выпустить оттуда чудовище, способное избавить школу от маглорождённых учеников. Чтобы разгадать эту тайну, троица планирует допросить Малфоя с помощью запрещённого Оборотного зелья, которое они варят в женском туалете, где обитает призрак Плаксы Миртл.
Во время матча по квиддичу один из бладжеров начинает гоняться за Гарри и впоследствии ломает ему руку, что не помешало мальчику поймать снитч и принести сборной Гриффиндора победу. В больничном крыле Гарри навещает эльф Добби, который признаётся в том, что он заблокировал проход на платформе 9¾ и заколдовал бладжер, чтобы вынудить его покинуть Хогвартс. Впоследствии в дуэльном клубе Гарри невольно демонстрирует перед всей школой умение общаться со змеёй, после чего многие ученики начинают считать его наследником Слизерина, поскольку тот был змееустом. Превратившись в Крэбба и Гойла, Гарри и Рон узнают от Малфоя, что тот не является наследником, но также выясняют о смерти девочки-магла при последнем открытии Тайной комнаты. Гарри находит заколдованный дневник Тома Реддла, бывшего ученика Хогвартса, который обвинил Хагрида в открытии Тайной комнаты пятьдесят лет назад. После исчезновения дневника и обращения Гермионы в камень Гарри и Рон отправляются к Хагриду, воспользовавшись мантией-невидимкой. Однако в этот же вечер к Хагриду приходят Дамблдор, министр магии Корнелиус Фадж и Люциус Малфой, чтобы забрать лесничего в Азкабан. Прежде чем уйти, Хагрид успевает намекнуть Гарри и Рону «идти за пауками». В Запретном лесу друзья встречаются с гигантским домашним пауком Хагрида, Арагогом, подтверждающим невиновность своего бывшего хозяина, и дающим ключ к разгадке происхождения монстра.
Навестив в больничном крыле Гермиону, Гарри и Рон находят в её руке листок с описанием василиска — гигантской змеи, способной убивать взглядом. Однако из-за того, что жертвы замка видели только отражение василиска, они не погибли, а лишь окаменели. Преподаватели Хогвартса, узнавшие о заточении Джинни Уизли в Тайной комнате, назначают Локонса её спасителем. Гарри и Рон, обнаружив Локонса готовящимся к бегству, разоблачают преподавателя как мошенника. Догадавшись, что Плакса Миртл и была той самой погибшей жертвой василиска, они находят вход в Тайную комнату в туалете для девочек. Воспользовавшись моментом, Златопуст Локонс отбирает у Рона сломанную палочку, но при попытке воспользоваться ею случайно вызывает каменный обвал и теряет память.
Гарри попадает в Тайную комнату, где находит Джинни без сознания рядом с физическим воплощением Тома Реддла. Последний раскрывает, что с помощью дневника использовал Джинни, чтобы открыть комнату и оставить послания на стене. Кроме того, Реддл заявляет, что он и есть наследник Слизерина, а также будущий Волан-де-Морт. После того, как Гарри выражает свою преданность Дамблдору, появляется птица-феникс Фоукс с распределяющей шляпой, тогда как Реддл призывает василиска. Феникс ослепляет змею, а Гарри достаёт из шляпы меч Годрика Гриффиндора, с помощью которого убивает василиска, однако сам получает ранение ядовитым клыком змеи. Несмотря на это, Гарри пронзает дневник клыком василиска, в результате чего Том Реддл исчезает, а Джинни приходит в себя. Слёзы Фоукса исцеляют Гарри, и тот возвращается в Хогвартс вместе со своими друзьями и Локонсом.
После разговора с Дамблдором в его кабинете Гарри напрямую заявляет Люциусу Малфою, оказавшемуся хозяином Добби, что он подложил дневник в котёл с учебниками Джинни, и хитростью заставляет мужчину освободить эльфа. К концу учебного года окаменевшие жертвы василиска оживают, Гермиона воссоединяется с Гарри и Роном, а Хагрид возвращается в Хогвартс.
В сцене после заключительных титров показывается Косой переулок, где на витрине одного из магазинов размещена книга Златопуста Локонса под названием «Кто я?» с его изображением в смирительной рубашке.

## В ролях
| Роль                         | Актёр (актриса)   |          |
| студенты                     | студенты          | студенты |
| ---------------------------- | ----------------- | -------- |
| Гарри Поттер                 | Дэниел Рэдклифф   |          |
| Рон Уизли                    | Руперт Гринт      |          |
| Гермиона Грейнджер           | Эмма Уотсон       |          |
| Фред Уизли                   | Джеймс Фелпс      |          |
| Джордж Уизли                 | Оливер Фелпс      |          |
| Джинни Уизли                 | Бонни Райт        |          |
| Драко Малфой                 | Том Фелтон        |          |
| Невилл Долгопупс             | Мэттью Льюис      |          |
| Симус Финниган               | Девон Мюррей      |          |
| Колин Криви                  | Хью Митчелл       |          |
| Джастин Финч-Флетчли         | Эдвард Рэнделл    |          |
| Оливер Вуд                   | Шон Биггерстафф   |          |
| Маркус Флинт                 | Джейми Йетс       |          |
| Ли Джордан                   | Люк Янгблад       |          |
| Том Реддл                    | Кристиан Коулсон  |          |
| персонал Хогвартса           |                   |          |
| Рубеус Хагрид                | Робби Колтрейн    |          |
| Златопуст Локонс             | Кеннет Брана      |          |
| Аргус Филч                   | Дэвид Брэдли      |          |
| Северус Снегг                | Алан Рикман       |          |
| Альбус Дамблдор              | Ричард Харрис     |          |
| Минерва Макгонагалл          | Мэгги Смит        |          |
| Помона Стебль                | Мириам Маргулис   |          |
| Филиус Флитвик               | Уорик Дэвис       |          |
| Поппи Помфри                 | Джемма Джонс      |          |
| Ирма Пинс                    | Салли Мортемор    |          |
| другие персонажи             |                   |          |
| Вернон Дурсль                | Ричард Гриффитс   |          |
| Петунья Дурсль               | Фиона Шоу         |          |
| Дадли Дурсль                 | Гарри Меллинг     |          |
| Добби (голос)                | Тоби Джонс        |          |
| Мистер Мейсон                | Джим Нортон       |          |
| Миссис Мейсон                | Вероника Клиффорд |          |
| Молли Уизли                  | Джули Уолтерс     |          |
| Артур Уизли                  | Марк Уильямс      |          |
| Люциус Малфой                | Джейсон Айзекс    |          |
| Мистер Горбин                | Эдвард Тюдор-Поул |          |
| Мистер Грейнджер             | Том Найт          |          |
| Миссис Грейнджер             | Хизер Блисдейл    |          |
| Почти Безголовый Ник         | Джон Клиз         |          |
| Плакса Миртл                 | Ширли Хендерсон   |          |
| Распределяющая Шляпа (голос) | Лесли Филлипс     |          |
| Корнелиус Фадж               | Роберт Харди      |          |
| Арагог (голос)               | Джулиан Гловер    |          |

## Разработка

### Съёмки
Предварительный съёмочный процесс стартовал в конце октября 2001 года, в ходе которого проходили работы над сценами с летающим автомобилем. Основные съёмки начались 19 ноября 2001 года (через три дня после премьеры предыдущей части) в студии Leavesden и на острове Мэн. 
Для эпизодов с платформой 9¾ вновь использовалась железнодорожная станция Кингс-Кросс, хотя для её наружного вида было задействовано здание вокзала Сент-Панкрас. Все основные места из предыдущего фильма, такие как Глостерский и Даремский соборы, замок Алник и Бодлианская библиотека при Оксфордском университете, снова применялись в качестве локаций Хогвартса. Кадры с «Норой», домом семьи Уизли, снимались на улице Джипси-Лейн напротив студии Leavesden. Основные съёмки завершились в июле 2002 года.

### Дизайн костюмов и декораций
Художник-постановщик Стюарт Крейг вернулся к работе над вторым фильмом франшизы, разработав новые предметы интерьера, отсутствующие в первой части. Среди прочего, Крейг спроектировал дом семейства Уизли «Нору» — строение, на создание которого Артура Уизли вдохновила культура маглов, выглядит нагромождением пристроек из фрагментов архитектурного утиля. «Летающим автомобилем» мистера Уизли выступил Ford Anglia 105E 1962 года выпуска. Тайная комната, чья длина составила более 76 метров (249 футов), а ширина — 36,5 м (119,8 футов), являлась самым большим помещением, созданным для киносериала. Ко всему прочему, для съёмок фильма был построен кабинет Дамблдора, в котором хранились Распределяющая шляпа и меч Годрика Гриффиндора.
Художником по костюмам для «Тайной комнаты» выступила Линди Хемминг, которая решила сосредоточиться на создании образов новых персонажей. Одежда Златопуста Локонса совмещала в себе яркие цвета, контрастирующие с «тёмными, мутными или мрачными цветами» оттенками костюмов остальных персонажей. Исполнитель роли Кеннет Брана заявил: «Мы хотели создать гибрид между классическим пижоном и человеком, который мог бы вписаться в атмосферу Хогвартса». Также Хемминг проработала внешний вид Люциуса Малфоя. По первоначальной задумке он должен был носить мантию в тонкую полоску, однако затем художник сделала выбор в пользу меховой подкладки, а также дополнила образ волшебника тростью со змеиной головой, чтобы подчеркнуть его аристократические качества и выразить дань уважение «старой моде».

### Музыка
Джон Уильямс, сочинивший музыку к предыдущему фильму, вернулся к работе над «Тайной комнатой». По признанию композитора, создание саундтрека оказалось непростой задачей, поскольку он едва успел закончить музыку к «Атаке клонов» и должен был приступить к работе над музыкальным сопровождением картины «Поймай меня, если сможешь». По этой причине был приглашён Уильям Росс, который занимался аранжировкой треков из «Философского камня» в новый материал, который Уильямс сочинял в те моменты, когда у него было свободное время. Саундтрек был выпущен 12 ноября 2002 года. Было разработано пять вариаций обложек, на каждой из которых был изображён персонаж (или несколько персонажей) над основной обложкой с Гарри, Роном и Гермионой.
Саундтрек получил номинацию на премию Грэмми как лучший саундтрек для визуальных медиа в 2004 году. Он занял 81-е место в Billboard 200, а также 5-е место в Top Soundtracks Chart. В Японии альбом получил золотой сертификат RIAJ за 100 000 копий, отправленных на магазинные прилавки. В 2018 году La-La-Land Records выпустила полную версию партитуры на двухдисковом издании в рамках набора из трёх саундтреков, включающих музыку для первых трёх фильмов о Гарри Поттере.

## Релиз

### Издания
Фильм был выпущен на видеокассете в США изданием Warner Home Video в 2003 году.

## Приём

### Критика
На Rotten Tomatoes фильм имеет 82 % рейтинг на основе 230 рецензий критиков со средней оценкой 7,3/10. На Metacritic фильм получил оценку 63 из 100 на основе 35 рецензий.

### Дизайн Добби
22 января 2003 года стало известно о подготовке «неким московским бюро адвокатов» судебного иска к создателям «Тайной комнаты» из-за сходства домового эльфа Добби с президентом Российской Федерации Владимиром Владимировичем Путиным, которое было сочтено «оскорбительным». На сайте радиостанции BBC появились результаты опроса, по данным которого, из 5500 участников чуть более 54 % выразили согласие с утверждением, что специалисты по визуальным эффектам действительно вдохновлялись образом Путина при создании облика персонажа Добби. Говоря об этом, в интервью Радио «Свобода» своё мнение высказал начальник службы по связям с общественностью гильдии российских адвокатов Виктор Долгишев: «Подобные иски имели место быть. В судах они решаются крайне тяжело, с привлечением множества экспертов. Перспектива сомнительна, мне кажется, это длительный процесс».

### Награды и номинации
«Тайная комната» была номинирована на премию BAFTA в трёх категориях: «лучшая работа художника-постановщика», «Лучшие визуальные эффекты» и «лучший звук». Также картина получила шесть номинаций на премию Сатурн. Фильм удостоился двух номинаций на первой премии Общества специалистов по визуальным эффектам. Фильм победил в категории Broadcast Music Incorporated Film & TV Awards как «лучший семейный фильм», а Джон Уильямс получил награду как «лучший композитор»; картина была также отмечена за «лучшую компьютерную актёрскую игру».
| Награда                                       | Дата награждения           | Категория                                              | Номинанты                                                                                  | Результат | Прим.  |
| --------------------------------------------- | -------------------------- | ------------------------------------------------------ | ------------------------------------------------------------------------------------------ | --------- | ------ |
| Аманда                                        | 22 августа 2003            | Лучший иностранный фильм                               | Гарри Поттер и Тайная комната                                                              | Номинация | [ 40 ] |
| Bogey Awards                                  | 2002                       | Приз «Платина»                                         | Гарри Поттер и Тайная комната                                                              | Победа    | [ 41 ] |
| BAFTA                                         | 23 февраля 2003            | Лучшая работа художника-постановщика                   | Стюарт Крэйг                                                                               | Номинация | [ 35 ] |
| BAFTA                                         | 23 февраля 2003            | Лучший звук                                            | Рэнди Том, Деннис Леонард, Джон Мидгли, Рэй Меррин, Грэм Дэниел и Рик Клайн                | Номинация | [ 35 ] |
| BAFTA                                         | 23 февраля 2003            | Лучшие визуальные эффекты                              | Джим Митчелл, Ник Дэвис, Джон Ричардсон, Билл Джордж и Ник Дадмэн                          | Номинация | [ 35 ] |
| Critics’ Choice Movie Awards                  | 21 января 2003             | Лучший семейный фильм                                  | Гарри Поттер и Тайная комната                                                              | Победа    | [ 38 ] |
| Critics’ Choice Movie Awards                  | 21 января 2003             | Лучший композитор                                      | Джон Уильямс                                                                               | Победа    | [ 38 ] |
| Critics’ Choice Movie Awards                  | 21 января 2003             | Лучшая компьютерная актёрская игра                     | Тоби Джонс                                                                                 | Номинация | [ 39 ] |
| Broadcast Music Incorporated Film & TV Awards | 14 мая 2003                | Лучшая музыка                                          | Джон Уильямс                                                                               | Победа    | [ 42 ] |
| Golden Reel Awards                            | 22 марта 2003              | Лучший монтаж звука — иностранный фильм                | Рэнди Том, Деннис Леонард, Дерек Тригг, Мартин Кэнтуэлл, Энди Кеннеди, Колин Ричи, Ник Лоу | Номинация | [ 43 ] |
| GoldSpirit Awards                             | 2003                       | Лучший саундтрек                                       | Джон Уильямс                                                                               | Победа    | [ 44 ] |
| GoldSpirit Awards                             | 2003                       | Лучшая научно-фантастическая / фэнтезийная тема        | Джон Уильямс                                                                               | Победа    | [ 44 ] |
| Грэмми                                        | 8 февраля 2004             | Лучший саундтрек для визуальных медиа                  | Джон Уильямс                                                                               | Номинация | [ 45 ] |
| Хьюго                                         | 28 августа-1 сентября 2003 | Лучшая постановка                                      | Гарри Поттер и Тайная комната                                                              | Номинация | [ 46 ] |
| Премия Японской киноакадемии                  | 7 марта 2003               | Лучший фильм на иностранном языке                      | Гарри Поттер и Тайная комната                                                              | Номинация | [ 47 ] |
| Nickelodeon Kids' Choice Awards               | 12 апреля 2003             | Любимый фильм                                          | Гарри Поттер и Тайная комната                                                              | Номинация | [ 48 ] |
| Премия Лондонского кружка кинокритиков        | 12 февраля 2003            | Британский актёр второго плана года                    | Брана, Кеннет                                                                              | Победа    | [ 49 ] |
| MTV Movie & TV Awards                         | 31 мая 2003                | Лучшая компьютерная актёрская игра                     | Тоби Джонс                                                                                 | Номинация | [ 50 ] |
| Online Film Critics Society                   | 6 января 2003              | Лучшие визуальные эффекты                              | Джон Ричардсон                                                                             | Номинация | [ 51 ] |
| Сатурн                                        | 18 мая 2003                | Лучший фэнтези-фильм                                   | Harry Potter and the Chamber of Secrets                                                    | Номинация | [ 36 ] |
| Сатурн                                        | 18 мая 2003                | Лучший молодой актёр                                   | Рэдклифф, Дэниел                                                                           | Номинация | [ 36 ] |
| Сатурн                                        | 18 мая 2003                | Лучшая режиссура                                       | Крис Коламбус                                                                              | Номинация | [ 36 ] |
| Сатурн                                        | 18 мая 2003                | Лучший дизайн костюмов                                 | Линди Хемминг                                                                              | Номинация | [ 36 ] |
| Сатурн                                        | 18 мая 2003                | Лучший грим                                            | Ник Дадмэн, Аманда Найт                                                                    | Номинация | [ 36 ] |
| Сатурн                                        | 18 мая 2003                | Лучшие спецэффекты                                     | Джон Митчелл, Ник Дэвис, Джон Ричардсон, Билл Джордж                                       | Номинация | [ 36 ] |
| Stinkers Bad Movie Awards                     | 16 марта 2003              | Самый раздражающий нечеловеческий персонаж             | Добби                                                                                      | Номинация | [ 52 ] |
| Общество специалистов по визуальным эффектам  | 19 февраля 2003            | Лучшая анимация персонажей в фильмах с живым действием | «Лицо Добби» — Дэвид Эндрюс, Стив Роулинз, Фрэнк Граватт, Дуглас Смайт                     | Номинация | [ 37 ] |
| Общество специалистов по визуальным эффектам  | 19 февраля 2003            | Лучшая композиция в кинофильме                         | «Матч по квиддичу» — Дорн Хьюблер, Барбара Бреннан, Джей Купер, Кимберли Лэшбрук           | Номинация | [ 37 ] |